# 눈부신 세상 끝에서, 너와 나
《눈부신 세상 끝에서, 너와 나》(영어: All the Bright Places)는 2020년 공개된 미국의 십대 로맨틱 드라마 영화로, 브렛 헤일리가 감독을 맡았다. 제니퍼 니븐의 동명 소설을 원작으로 하며, 그가 각본에도 참여했다.

## 출연
주연
- 엘 패닝 : 바이올렛 마키 역
- 저스티스 스미스 : 시어도어 핀치 역

조연
- 버지니아 가드너 : 아만다 역
- 키건마이클 키 : 엠브리 역
- 루크 윌슨 : 제임스 역
- 알렉산드라 쉽 : 케이트 역
- 켈리 오하라 : 셜리 역
- 니콜 포레스터 : 드미 역